# Pelekium pygmaeum
Pelekium pygmaeum là một loài Rêu trong họ Thuidiaceae. Loài này được (Schimp.) Touw mô tả khoa học đầu tiên năm 2001.